# گفتگوها با گوته
گفتگوها با گوته (به آلمانی: Gespräche mit Goethe) کتابی است از یوهان پتر اکرمان مشتمل بر گفتگوهایش با یوهان ولفگانگ فون گوته در نه سالِ پایانی عمرِ گوته در وایمار.

## به فارسی
بهنام چهرزاد ترجمه‌ای از این کتاب در ایران منتشر کرده است.